# Yoshihiro Natsuka
Yoshihiro Natsuka (jap. 名塚善寛 Natsuka Yoshihiro; ur. 7 października 1969 w Funabashi, w prefekturze Chiba) – japoński piłkarz, reprezentant kraju grający na pozycji obrońcy.

## Kariera klubowa
Yoshihiro Natsuka zawodową karierę piłkarską rozpoczął w 1988 roku w klubie Fujita Industries, który w 1992 roku zmienił nazwę na Bellmare Hiratsuka. Z Bellmare Puchar Cesarza w 1994 oraz Azjatycki Puchar Zdobywców Pucharów w 1996 roku.
Ostatnie lata kariery spędził w Consadole Sapporo, w którym zakończył karierę w 2001 roku.

## Kariera reprezentacyjna
Natsuka występował w reprezentacji Japonii w latach 1994-1995.
W 1995 roku uczestniczył w drugiej edycji Pucharu Konfederacji. Na turnieju w Arabii Saudyjskiej wystąpił w obu przegranych meczach grupowych z Nigerią i Argentyną, który był jego występem w reprezentacji. W sumie w reprezentacji wystąpił w 11 spotkaniach, w których strzelił 1 bramkę.

## Statystyki
| Reprezentacja Japonii | Reprezentacja Japonii | Reprezentacja Japonii |
| Rok                   | Mecze                 | Gole                  |
| --------------------- | --------------------- | --------------------- |
| 1994                  | 9                     | 1                     |
| 1995                  | 2                     | 0                     |
| Razem                 | 11                    | 1                     |

## Kariera trenerska
Po zakończeniu kariery piłkarskiej został trenerem w Consadole Sapporo Academy.